# Satanik
Satanik je talijanski strip čiji je žanr kombinacija kriminalističkog, ljubavnog, pustolovnog i znanstveno-fantastičnog.

## O stripu
Marny Bannister bila je vrlo inteligentna profesorica kemije ali njezino je lice krasio veliki ožiljak, zbog čega je nijedan muškarac nije htio. Željna ljubavi kao žena a ne samo kao kolegica, sljedeći upustva ludog alkemičara izumi napitak koji je pretvara u neodoljivu i fatalnu mladu crvenokosu ljepoticu. Međutim, napitak ima i nuspojavu - pretvara Marny u ženu željnu novca, slave i užitka, koja je spremna i ubiti kako bi ostvarila svoje ciljeve. U početnim epizodama djelovanje napitka je ograničeno a kasnije je trajno. 
Marny uzima ime Satanik i počinje putovati diljem SAD-a i svijeta kako bi upoznala bogate muškarce i izvukla novac iz njih. Njezino najveće oružje bit će upravo njen atraktivan izgled. Glavni neprijatelj Satanik je poručnik Trent, suprug njezine sestre Lidije koju ubija u šestoj epizodi. Nakon toga Trent će završiti u ludnici na liječenju jer je ispričao sve o Satanik i njezinu napitku, ali kasnije postaje policijski kapetan i koristi svoje ovlasti kako bi Satanik pripremio raznovrsne klopke.

## Likovi
- Satanik, profesorica kemija, inteligentna i sposobna ljepotica: cilj joj je steći što više novaca.

## Inspiracija
- Moguća, iz romana Alraune gdje je glavna junakinja prelijepa žena koja poput vampira ubija ljude s kojima dolazi u dodir ili spava s njima. Također joj je na meti i dobri znanstvenik.